# Municipio de Nopaltepec
El municipio de Nopaltepec es uno de los 125 municipios del Estado de México, limita al norte y al este con el Estado de Hidalgo y al oeste y el sur con el municipio de Axapusco.
Fue declarado Pueblo con Encanto por el Gobierno del Estado de México, el día 27 de septiembre del 2013.

## Toponimia
El nombre de Nopaltepec se compone de dos vocablos del nahuatl, Nopalli que significa Nopal y Tepetl que significa Cerro, además se le añade la terminación C que quiere decir en, por lo tanto Nopaltepec quiere decir en el cerro de los nopales. Inicialmente el municipio llevó el nombre de Santa María de la Asunción Nopaltepec. El origen de este nombre se debe a que en la cabecera municipal se venera a la virgen de la Asunción. Sin embargo, a partir de 1960, los ayuntamientos en el Bando municipal de policía y buen gobierno oficialmente le dan el nombre de “Nopaltepec”.
La principal fuente de trabajo, como así lo señala el nombre del municipio, es el nopal. También el cultivo de su fruto: la "TUNA" misma que se da en los meses de julio y agosto, ésta es una fruta que durante la temporada de siembra y recolección se considera una de las principales fuentes de trabajo de la zona, dejando así un beneficio económico para la región.
Otra de las actividades que realizan los habitantes de esta región para solventar la economía es la de la maquila es decir existen varios talleres de costura que emplean a los pobladores básicamente cuando la época de tuna y nopal son bajos por ciertos factores climatológicos que intervienen en la cosecha, como son los intensos fríos o sequías que hacen la producción sea muy poca, es entonces cuando carece de entrada económica la población, y se ve en la necesidad de contratarse en los talleres de maquila. Al pueblo lo integran 4 localidades: San Felipe  Teotitlan, San Miguel Atepoxco, Venta de Cruz y Santa Inés Amiltepec.

## Historia

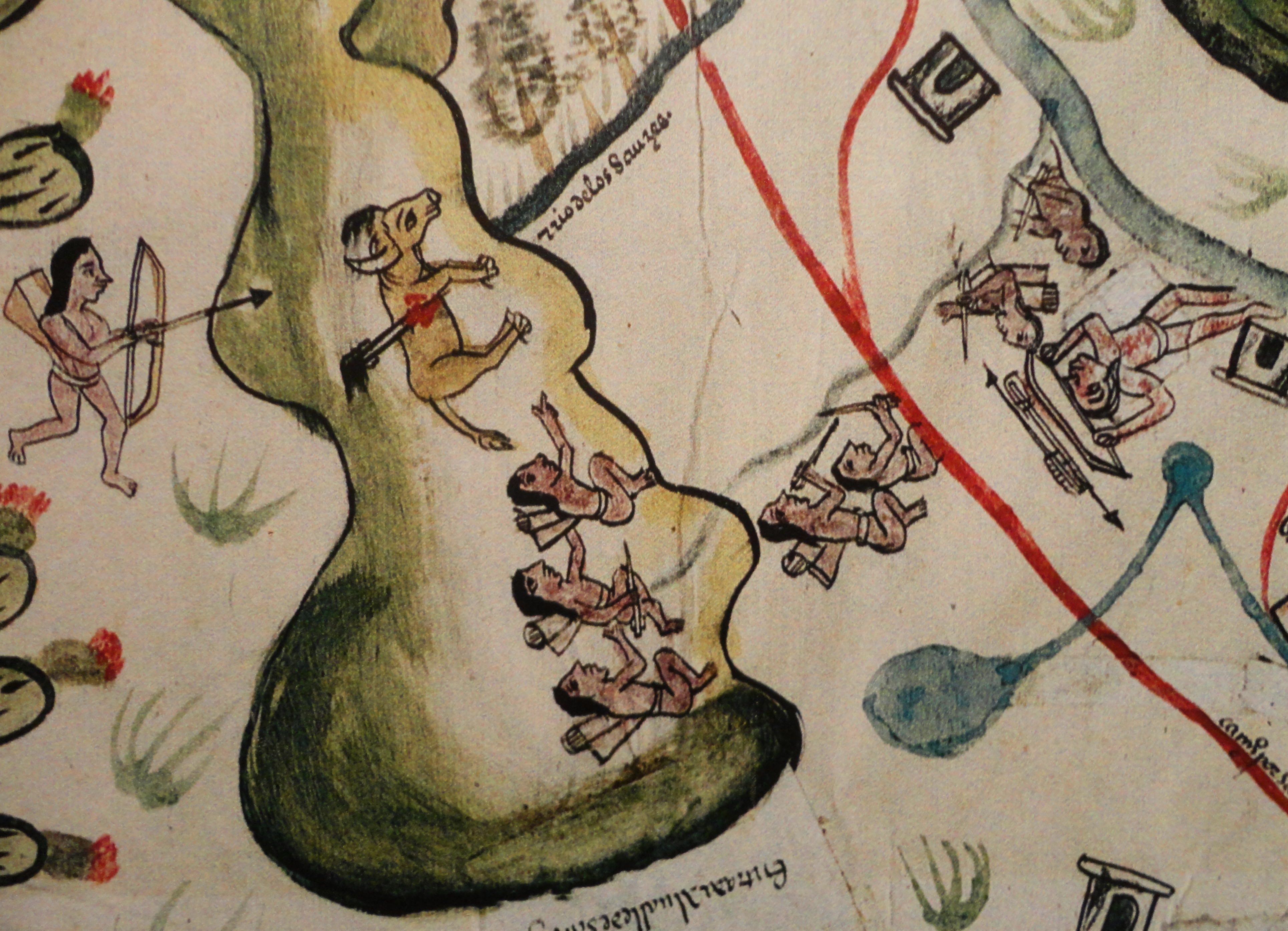
Cultura chichimeca

Los registros más antiguos de asentamientos humanos en el territorio que hoy pertenece a Nopaltepec datan del periodo clásico en las culturas mesoamericanas, época en la cual la zona estuvo bajo dominio de Teotihuacán, estos pobladores acabaron abandonando la zona. En 1134 la región ya había sido invadida por tribus Chichimecas quienes fundaron varios asentamientos. Nopaltepec también formó parte del dominio de los Acolhuas, así lo muestra un mapa de las áreas tribales del periodo tardío de la preconquista, donde aparece Nopaltepec, por lo que se hace suponer que este pueblo tuvo relación con Nopaltzin, padre de Tolotzin.
1200 El Rey Xaltocan, en la época de su derrumbamiento, pone guardalinderos en los pueblos de Nopaltepec Teotitlán y Atepoxco. ”.
1543 Se inicia la construcción del Acueducto del padre Tembleque, para llevar el agua al pueblo de Otumba.
1560 Se pone a funcionar el Acueducto del padre Tembleque.
1725 Solicitan autorización para fundar una casa de venta en el camino México-Tulancingo. (Venta de Cruz)
1791 Se dan a conocer algunos matrimonios españoles de origen, con vecindad en el pueblo de Nopaltepec y la hacienda de Santa Inés.
La extraordinaria ruta prehispánica por donde se conducía el pescado fresco desde el mar a la mesa de Moctezuma pasaba por Nopaltepec. Éste era el camino más corto entre el Golfo de México y la gran Tenochtitlán. Por lo tanto, los mensajeros mexicas utilizaban continuamente esta ruta.
Los pueblos de Nopaltepec pasaron a formar parte de la alcaldía de Otompan durante la colonia, los conquistadores españoles nombraron al pueblo como Santa María de Nopaltepeque, dentro de lo que fue el periodo colonial, destaca en la historia del municipio la construcción de un Acueducto para llevar agua a hasta el pueblo de Otumba; este acueducto aun existe siendo uno de los atractivos turísticos del municipio y son llamados los Arcos del Padre Tembleque. Este famoso Acueducto serviría para trasladar el agua de los manantiales del cerro El Tecajete, a la población de Otumba, quedando en el municipio la arquería más importante de este acueducto. Esta obra civil de la colonia, es considerada una de las de mayor importancia en el mundo, de su época.
Durante la guerra de independencia el territorio de Nopaltepec protagonizó diversas batallas, pues dada su situación geográfica la región se encontraba justo entre la capital del virreinato y los Llanos de Apan, bastión de las fuerzas insurgentes. El primer combate se dio en 1815, en la conocida como Batalla de Tortolitas y que acabó con una importante victoria para los rebeldes. Un año después y tras un cambio de mando en las fuerzas virreinales se hizo otro intento de extermina a los rebeldes de Apan, y una vez más fue  Nopaltepec sede de los principales combates, en esta ocasión la victoria fue para los realistas.
En cierta ocasión en 1860, el emperador Maximiliano∫ en uno de sus viajes con rumbo a Tulancingo, se hospedó en la hacienda de los Reyes Tepetitlán, que se encontraba al paso del camino México-Tulancingo. Al emperador le llamó la atención la arquería del acueducto que conducía el agua hacia Otumba, obra ubicada en las cercanías de la mencionada hacienda, por lo que solicitó que lo condujeran al lugar donde se encontraban los arcos, decretando allí mismo que se pusiera a funcionar nuevamente el acueducto el cual tenía más de cien años sin funcionar. Se trataba de los “Arcos del Padre Tembleque”.
1815 Pedro Osorno, caudillo de los llanos de Apan, derrota a las fuerzas españolas de don José Barradas en los llanos de Nopaltepec el 12 de abril de 1815 (Batalla de Tortolitas).
1816 El 21 de abril de 1816 Manuel de la Concha -ejecutor del fusilamiento de José María Morelos y Pavón-, derrota a don Pedro Osorno y dispersa sus tropas.
1869 Sebastián Lerdo de Tejada  inaugura la fracción de la línea del ferrocarril México-Veracruz, que cruza una pequeña parte del municipio de Nopaltepec.
1885 La hacienda de Ometusco dona una campana a la iglesia de Nopaltepec. Archivo Histórico Municipal, Libro de cabildos.
1895 Se instala una línea telefónica en la Presidencia municipal,
En el siglo XX Nopaltepec fue poco a poco adquiriendo nuevos servicios para la población, en 1936 se inaugura el servicio postal, en 1945 quedó integrado a una red de transporte de autobuses, en 1961 se inicia el servicio eléctrico, en 1972 se introduce el teléfono y en 1975 el drenaje.

## Geografía
El municipio casi carece completamente de recursos hidrológicos, solo un pequeño pozo en San Felipe abastece el municipio, en época de lluvias se forma un arroyo temporal, anteriormente sus aguas resultaban completamente satisfactorias, también servían como baños medicinales y en tiempos pasados se consideraban sagrados para cuento la mujer estaba embarazada. (a finales del sigo XX). Recientemente, derivado de la contaminación proveniente de la zona industrial de Ciudad Sahagún el agua ha sido contaminada, disminuyendo la calidad de este recurso, sin embargo, múltiples propuestas han sido anunciadas por su ciudadanía, en materia de remediación de agua y suelo, así como el tratamiento de las aguas residuales de origen sanitario, aunque a la fecha, no se ha obtenido el apoyo del gobierno municipal.
No cuenta con elevaciones de importancia aunque existen algunas lomas y cerros que se pueden visitar, ya que son agradables puntos de observación del paisaje.

## Política y Gobierno

Palacio municipal de Nopaltepec.

| Presidente municipal              | Periodo     |
| --------------------------------- | ----------- |
| José Arturo García González       | 2000 - 2003 |
| Pedro Ricardo Martínez Delgadillo | 2003 - 2006 |
| Gumaro Waldo López                | 2006 - 2009 |
| Roberto Castro Sánchez            | 2009 - 2012 |
| Rubén Hernández Infante           | 2012 - 2015 |
| Aarón Aguilar García              | 2015 - 2018 |
| Anel Martínez Pérez               | 2019 - 2021 |
| Gumaro Waldo López                | 2022 - 2024 |

## Demografía
De acuerdo a los resultados del Censo de Población y Vivienda realizado en 2020 por el Instituto Nacional de Estadística y Geografía; la población total del municipio de Nopaltepec es de 10,351 habitantes, de los cuales 5,090 son hombres y 5,261 son mujeres.
La densidad de población asciende a un total de 105.58 personas por kilómetro cuadrado.

### Localidades
El municipio incluye en su territorio un total de 10 localidades. Las principales y su población de acuerdo al censo de 2010 son:
| Localidad              | Población |
| Total Municipio        | 10,351    |
| San Felipe Teotitlán   | 4,758     |
| Santa María Nopaltepec | 3,941     |
| San Miguel Atepoxco    | 1,494     |
| Venta de Cruz          | 146       |

## Tradición Oral
Leyendas
El gato pardo.
Cuenta la biografía del padre Tembleque, que en una ocasión el historiador fray Gerónimo de Mendieta, al saber de la obra que estaba realizando el padre Tembleque, con respecto a la construcción de la arquería para el acueducto, le despertó la curiosidad por conocer el terreno donde trabajaba, que a muchos intelectuales de esa época les parecía imposible de realizar y sobre todo que tuviera la funcionalidad que se pretendía. Tembleque era conocido como un misionero con ciertas deficiencias en el aprendizaje de las lenguas indígenas y por lo tanto, no tenía una buena comunicación con los naturales. La curiosidad de fray Gerónimo lo llevó a conocer las tierras áridas donde se estaban construyendo los arcos. Cuenta fray Gerónimo que al llegar al lugar donde vivía el padre, se asombró al ver un hombrecillo de baja estatura y con la piel del color de la tierra de esos lugares. Su habitación se componía de cuatro muros de piedra, con una puerta y una ventana sin hojas para cerrar por la noche; una cama de burdas tablas, una mesa donde se encontraba un viejo libro de oraciones, la Biblia y algún otro volumen. El padre Tembleque, sentado sobre un banco de piedra, acariciaba sobre sus piernas a un gato pardo. Después de pasar la noche incómodamente fray Gerónimo, a las primeras horas de la mañana descubrió que el gato pardo traía entre sus fauces un gran conejo que depositó a los pies del padre Tembleque. Entonces fray Gerónimo preguntó:
-¿Esto quiere decir que es cierto lo que cuentan del  gato pardo?
El padre Tembleque le contestó
-Dios me dotó de este fiel compañero, él caza para este fiel siervo de lo cual le doy gracias a Dios.
-¿Cuándo y a qué hora realiza sus tareas?
-Todos los días se ausenta por la noche y se presenta a la mañana siguiente con el alimento que Dios nos sustenta.
El padre Tembleque, acariciando el lomo del gato pardo le dijo:
-Hermano gato, un huésped ha venido, así que será necesario que busques otro conejo.
Acercándose fray Gerónimo a la mesa a tomar un poco de leche de cabra que los naturales le habían proporcionado, se encontró con que el gato pardo llegó, trayendo entre sus dientes otro conejo.
La virgen de la Asunción
Una versión que se ha transmitido por varias generaciones, es la que se refiere a cuando la virgen de la Asunción llegó al pueblo de Nopaltepec. Cuentan que en cierta ocasión pasaban por Nopaltepec unos arrieros transportando distintos cargamentos en bestias de carga, pero esas personas resultaron ser unos fugitivos de la justicia y al ver que les estaban dando alcance sus perseguidores y para facilitar su huida, dejaron una parte de su cargamento en una nopalera del pueblo. Algunas personas, que se habían percatado de los hechos, acudieron al lugar donde habían abandonado dicho cargamento y encontraron entre los objetos una caja de madera que de inmediato destaparon y en ella encontraron una hermosa escultura tallada en madera, que representaba a la santísima virgen de la Asunción. A partir de ese acontecimiento los pobladores la adoptaron como la patrona del pueblo de Nopaltepec, venerándola en el día 15 del mes de agosto de cada año, día festivo para visitar.
La calle de los soldados
La calle que actualmente lleva el nombre de Alfredo del Mazo atraviesa toda la población de Nopaltepec. Esta calle viene de por los Arcos del padre Tembleque y conduce hacia las poblaciones de Axapusco y Otumba. Las personas que vivieron en la época de la Revolución cuentan que en los días de la “decena trágica” en el D.F., por esa calle pasó una gran cantidad de soldados durante varios días, que se dirigían a la capital, por lo que al paso de los años a esa calle la nombraron “la calle de los soldados”.
Cuentan que por las noches se seguían escuchando el tropel de los caballos y las voces de la gente que pasaba por ahí, pero al salir a ver si las tropas venían por ese lugar, descubrían que estaba desierta.
También cuentan que en esa época se aparecía por las calles un charro vestido de negro montado en un caballo del mismo color, pero que al perseguirlo se desaparecía a la vuelta de la calle; otras personas cuentan que escuchaban el paso del caballo, pero al observar por la ventana no se veía nada.

## Patrimonio

### Natural

#### Parque ecológico
San Miguel Atepoxco: este parque preserva el medio ambiente y las áreas verdes, utilizando luminarias solares. Cuenta con un área deportiva y juegos infantiles para realizar actividades recreativas. Se ubica cerca de los poblados de San Felipe Teotitlán, Tiamapa y la cabecera de Nopaltepec.

### Cultura

#### Casa de cultura
Casa de Cultura de Nopaltepec ("Profesora Ma. Elena Vázquez")

#### Iglesia de Santa María de la Asunción
La parroquia de Santa María de la Asunción es una iglesia católica ubicada en el municipio de Nopaltepec, en el Estado de México. Su construcción se inició en el siglo XVII y es considerada uno de los monumentos históricos más importantes de la región.
La parroquia está construida con mampostería de tezontle y su cúpula la sostienen ocho arcos del mismo material. La torre del campanario tiene una altura de 28 metros y en el interior del templo se pueden admirar retablos del siglo XIX.

#### Acueducto del Padre Tembleque
El Acueducto del Padre Tembleque es una obra de gran importancia histórica, arquitectónica y cultural. Es considerado una de las obras de ingeniería hidráulica más importantes del siglo XVI en América.
En 2015, el acueducto fue inscrito en la Lista del Patrimonio Mundial de la UNESCO por su valor excepcional como testimonio de la fusión de las tradiciones tecnológicas europeas y mesoamericanas.